# Texaco Service Station
 (août 2023).
La Texaco Service Station est une ancienne station-service américaine à Minocqua, dans le comté d'Oneida, dans le Wisconsin. Autrefois sous enseigne Texaco, elle est aujourd'hui occupée par une microbrasserie du nom de Minocqua Brewing Company. Elle est inscrite au Registre national des lieux historiques depuis le 24 juillet 2023.